# Ні Хуа
Ні Хуа (кит. трад. 倪華, спр. 倪华, піньїнь: Ní Huá; нар. 31 травня 1983, Шанхай) — китайський шахіст і капітан національної збірної, гросмейстер від 2003 року (15-й в історії китайських шахів). Триразовий чемпіон Китаю. 2003 року він і Бу Сянчжі стали відповідно другим і третім китайцями, які подолали позначку рейтингу Ело 2700, після того як це зробив Ван Юе.
Був членом збірної Китаю, яка здобула золоті медалі 41-ї шахової Олімпіади.
Його рейтинг на березень 2020 року — 2667 (71-ше місце у світі, 8-ме у Китаї).

## Кар'єра
У шахи навчився грати в шість років. У 1996 і 1997 роках вигравав S.T. Lee Cup у групі до 14 років і повторив цей результат у старшій віковій групі в 1999 році.
2000 року зіграв на своїй першій шаховій олімпіаді в Стамбулі, де набрав 5,5/9. У лютому 2000 року виконав першу гросмейстерську норму на турнірі 1st Saturday GM Tournament у Будапешті з результатом 7/10. Другу гросмейстерську норму виконав у квітні 2001 року на командній першості Китаю в Сучжоу з результатом 6,5/10. Третю гросмейстерську норму виконав в липні 2002 року на турнірі Tan Chin Nam Cup у Циндао, де показав результат 6,5/9. У матчі Китай-США 2001 року домігся перемог на Дмитроом Шнейдером і Хікару Накамурою.
Звання гросмейстера отримав у лютому 2003 року.
У серпні 2004 року виграв 1-й Dato’ Arthur Tan Malaysian Open у Куала-Лумпурі. На чемпіонаті світу ФІДЕ 2004, який проходив за олімпійською системою в 1-му раунді переміг Євгена Владімірова, але в 2-му поступився своєму співвітчизникові Є Цзянчуаню у другому турі.

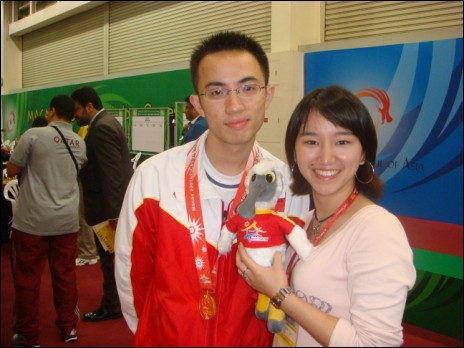
Ні Хуа (ліворуч) в Макао, 2-гі Азійські ігри в закритих приміщеннях

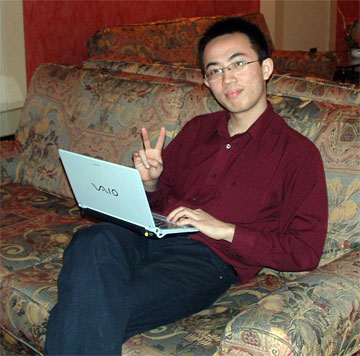
Реджо-Емілія, 2009

У листопаді 2005 року збірній Китаю не вистачало одного очка, щоб виграти командний чемпіонат світу в Беер-Шеві (Ізраїль), але Ні Хуа в останніх двох турах зазнав поразок в ендшпілі (від Карена Асряна з Вірменії та Олександра Морозевича з Росії), і це дало змогу збірній Росії вибороти перемогу. Пізніше того ж місяця взяв участь у Кубку світу 2005, де в першому раунді зазнав поразки від Васіліоса Котроніаса.
На 37-й шаховій олімпіаді набрав 5,5/9 на п'ятій шахівниці, допомігши збірній Китаю здобути срібні медалі, їхні перші медалі на чоловічих шахових олімпіадах. У вересні 2006 року набрав однакову з Бу Сянчжі кількість очок на чемпіонаті світу серед університетів, але за додатковими показниками посів 2-ге місце.
Виграв чемпіонат Китаю поспіль у 2006 і 2007 роках. У грудні 2007 виграв Prospero Pichay Cup у Манілі з результатом 7,0/9.
У квітні 2008 року в складі команди Economist-SGSEU-1 (Саратов) взяв участь у командному чемпіонаті Росії, який відбувся в Дагомисі (Сочі), набрав 7 очок в 11 партіях 7.0/11 (+4=6-1) і показав рейтинговий перформенс 2735. У червні 2008 року втретє поспіль став чемпіоном Китаю з результатом 7,5/11 і перформенсом 2666.
На початку вересня 2008 року в складі команди Mérida Patrimonio на третій шахівниці виступав у 2-му дивізіоні клубного чемпіонату іспанії CECLUB. Його товаришами по команді були Дмитро Яковенко, Павло Ельянов, Золтан Алмаші, Ібрагім Хамракулов і Мігель Льянес Уртадо. Ні Хуа набрав 4,0/5 (+3 =2 -0), а його команда посіла 1-ше місце в групі. Наприкінці вересня 2008 року в складі чоловічої команди взяв участь у 5-му матчі Росія - Китай у Нінбо, де набрав 2,5/5 з перформенсом 2700 (його товаришами по команді були Ван Юе, Ван Хао, Бу Сянчжі та Лі Чао).
У січні 2009 року виграв 51-й турнір Реджо-Емілія, ставши першим китайським гравцем в історії, якому це вдалося.
У квітні 2010 року виграв чемпіонат Азії у Субік-Бей. Це досягнення принесло йому путівку на Кубок світу 2011, де в другому раунді його переміг Руслан Пономарьов.
У березні 2012 року посів 1-ше місце на 2-му турнірі HDBank Cup в Хо Ші Міні. Наступного місяця виграв 14-й Dubai Open, набравши 7/9 і випередивши на тай-брейку Баадура Джобаву, Міхала Мчедлішвілі, Нормундса Мієзіса і Сандіпана Чанду. У червні того ж року набрав разом з Бу Сянчжі по 6/9 на 3-му турнірі Хайнань Даньчжоу, але фінішував другим на тай-брейку.
У травні 2013 року на в 4-му турнірі Хайнань Даньчжоу поділив з Бу Сянчжі 2-ге місце, але був 3-м за додатковими показниками. У серпні 2013 року посів 3-тє місце на чемпіонаті Китаю зі швидких шахів у Шеньчжені.
У липні 2014 року виграв 22-й Montcada Open. На Шаховій олімпіаді 2014 у Тромсе допоміг Китаю здобути історичну перемогу, набравши 6.5/9, а його рейтинговий перформенс становив 2723 Завдяки цьому здобув бронзову медаль в особистому заліку на 4-й шахівниці. У листопаді 2014 року допоміг збірній Китаю виграти матч за схевенінгенською системою проти олімпійської збірної Румунії на 8-му королівському турнірі в Медіаші.
У січні 2015 року виграв Відкритий чемпіонат Австралії, набравши 8,5/9 і на 1,5 очка випередивши найближчих переслідувачів. Взяв участь у Кубку світу 2015, де в 1-му раунді поступився аргентинському гросмейстеру Сандро Мареко.

## Китайська шахова ліга
Ні Хуа грає за шанхайській шаховий клуб у Китайській шаховій лізі (CCL).

## Зміни рейтингу
| На цьому місці має відображатися графік чи діаграма, однак з технічних причин його відображення наразі вимкнено. Будь ласка, не видаляйте код, який викликає це повідомлення. Розробники вже працюють для того, щоби відновити штатне функціонування цього графіка або діаграми. | |
| | На цьому місці має відображатися графік чи діаграма, однак з технічних причин його відображення наразі вимкнено. Будь ласка, не видаляйте код, який викликає це повідомлення. Розробники вже працюють для того, щоби відновити штатне функціонування цього графіка або діаграми. |